# Resolució 369 del Consell de Seguretat de les Nacions Unides
La Resolució 369 del Consell de Seguretat de les Nacions Unides, fou aprovada per unanimitat el 28 de maig de 1975, va expressar la seva preocupació per l'estat de tensió vigent a l'Orient Mitjà i va reafirmar que els dos acords previs sobre la retirada de forces només van ser un pas cap a la implementació de la Resolució 338. La resolució llavors va decidir demanar a les parts implicades que implementessin de manera immediata la resolució 338, va renovar el mandat de la Força de les Nacions Unides d'Observació de la Separació per uns altres 6 mesos i va demanar al  Secretari General que presenti un informe sobre la situació al final d'aquests 6 mesos.
La resolució va ser aprovada per 13 vots; la República Popular de la Xina i Iraq no van participar en la votació.